# La La La (canción de Naughty Boy)
«La La La» es un sencillo lanzado por el productor Naughty Boy y cantado por el vocalista británico Sam Smith. Se publicó el 18 de abril de 2013 como el segundo sencillo del álbum debut del primero, Hotel Cabana (2013). El tema llegó al primer lugar de la UK Singles Chart —según The Official Charts Company fue el sencillo que más rápido se vendió en 2013, así como en la lista de Italia.

## Video musical
Se lanzó un video musical para acompañar a «La La La», publicado en YouTube el 18 de abril de 2013 y con una duración de cuatro minutos y cuatro segundos. Ian Pons Jewell fue el director y se filmó en cuatro días en La Paz, el Salar de Uyuni y Potosí, en Bolivia.
Según Jewell, el video es sobre una leyenda oral boliviana que tiene relación con El mago de Oz y data de principios del siglo XX, sobre un niño sordo que huye de su casa, donde recibe maltrato, y encuentra a un perro vagabundo que lo acompañó desde ese momento. Luego de vivir en la calle por un tiempo, descubre que posee un talento especial para percibir los problemas de la gente, que puede curar dando gritos potentes como un terremoto o un tornado. Un día, encuentra a un anciano (albañil) —en el vídeo tiene apariencia de ekeko —apedreado por la gente del pueblo además de burlado y ridiculizado. El niño, cuando grita, resuelve sus problemas y resucita el corazón del anciano —en el video, le compra un nuevo corazón —. Juntos, luego hallan a un hombre desfigurado —que en el vídeo utiliza una máscara de kusillo —víctima de abusos y discriminado por la sociedad; este hombre revela que es un profeta maldecido por un demonio, El Tío, debido a que no lo adoraba más y abandonó la sociedad debido a que estaba habitada por esta criatura. El Tío está considerado el señor del inframundo, a quienes los mortales le dan ofrendas para pedir protección o calmar su ira. El profeta había dicho que cualquiera que escuche al demonio caería bajo su control y que se encontraba en el desierto, donde una vez hubo una ciudad que lo adoraba y que recibió una maldición, que fue la causa de que se suicidaran. Juntos, se dirigen hacia la residencia del espíritu, hasta que llegan a una mina. Allí, el niño debe enfrentarse solo con el demonio, debido a que cualquiera con el oído intacto podría ser maldecido, mediante sus gritos, que podían hacer que dejara de maldecir a otros. El video termina con un final abierto, dado que se ve al niño enfrentándose al demonio, mientras sus compañeros de viaje se marchan.

## Lista de canciones
- Descarga digital[8]

1. «La La La» (feat. Sam Smith) – 3:40
2. «La La La» (feat. Sam Smith) [Komi and JL Remix] – 3:38
3. «La La La» (feat. Sam Smith) [Kaos Remix] – 3:54
4. «La La La» (feat. Sam Smith) [Pále Remix] – 5:34
5. «La La La» (feat. Sam Smith) [DEVolution Remix] – 5:47
6. «La La La» (feat. Sam Smith) [My Nu Leng Remix] – 5:00
7. «La La La» (feat. Sam Smith) [White Panda x Gazzo Remix] – 4:42

## Posiciones en las listas y certificaciones

### Listas semanales
| Lista (2013)                          | Posición más alta |
| ------------------------------------- | ----------------- |
| Alemania (Offizielle Deutsche Charts) | 2                 |
| Australia (ARIA)                      | 5                 |
| Austria (Ö3 Austria Top 40)           | 3                 |
| Bélgica (Flandes) (Ultratop 50)       | 3                 |
| Bélgica (Valonia) (Ultratop 50)       | 5                 |
| Canadá (Hot 100)                      | 63                |
| CEI (Tophit)                          | 1                 |
| Dinamarca (Tracklisten)               | 2                 |
| Escocia (The Official Charts Company) | 3                 |
| Eslovaquia (Radio Top 100 Chart)      | 2                 |
| Eslovenia (SloTop50)                  | 6                 |
| España (Top 100 Canciones)            | 4                 |
| Estados Unidos (Billboard Hot 100)    | 19                |
| Estados Unidos (Pop Airplay)          | 10                |
| Estados Unidos (Hot Dance Club Songs) | 18                |
| Estados Unidos (Rhythmic)             | 37                |
| Finlandia (OFC)                       | 2                 |
| Francia (SNEP)                        | 6                 |
| Grecia (Billboard Digital Songs)      | 5                 |
| Hungría (Single Top 40)               | 20                |
| Hungría (Dance Top 40)                | 6                 |
| Irlanda (IRMA)                        | 3                 |
| Israel (Media Forest)                 | 3                 |
| Italia (FIMI)                         | 1                 |
| Líbano (The Official Lebanese Top 20) | 1                 |
| Luxemburgo (Billboard)                | 3                 |
| México (Billboard Inglés Airplay)     | 10                |
| Noruega (VG-lista)                    | 2                 |
| Nueva Zelanda (Recorded Music NZ)     | 5                 |
| Países Bajos (Dutch Top 40)           | 4                 |
| Polonia (Polish Airplay Top 100)      | 2                 |
| Portugal (Billboard Digital Songs)    | 6                 |
| Reino Unido (UK Singles Chart)        | 1                 |
| Reino Unido (UK Dance Chart)          | 1                 |
| República Checa (Rádio Top 100)       | 1                 |
| Rumania (Airplay 100)                 | 1                 |
| Rusia (TopHit)                        | 1                 |
| Suecia (Sverigetopplistan)            | 13                |
| Suiza (Schweizer Hitparade)           | 2                 |
| Ucrania (TopHit)                      | 1                 |
| Venezuela (Record Report)             | 14                |

### Certificaciones
| País           | Organismo certificador | Certificación | Ventas    | Ref.   |
| -------------- | ---------------------- | ------------- | --------- | ------ |
| Alemania       | BVMI                   | Platino       | 300 000   | [ 50 ] |
| Australia      | ARIA                   | 2× Platino    | 140 000   | [ 51 ] |
| Bélgica        | BEA                    | Oro           | 15 000    | [ 52 ] |
| Dinamarca      | IFPI Dinamarca         | Oro           | 15 000    | [ 53 ] |
| Estados Unidos | RIAA                   | 2× Platino    | 2.000.000 | [ 54 ] |
| Italia         | FIMI                   | Platino       | 30 000    | [ 55 ] |
| Nueva Zelanda  | RIANZ                  | Platino       | 15 000    | [ 56 ] |
| Reino Unido    | BPI                    | Platino       | 600 000   | [ 57 ] |

### Sucesión en listas
| Anterior: «Get Lucky» de Daft Punk con Pharrell Williams | UK Singles Chart — Sencillo Nro 1 26 de mayo de 2013 — 2 de junio de 2013 | Siguiente: «Blurred Lines» de Robin Thicke con T.I. & Pharrell |
| Anterior: «Get Lucky» de Daft Punk con Pharrell Williams | FIMI Charts — Sencillo Nro 1 8 de julio de 2013 — 15 de julio de 2013     | Siguiente: «Wake Me Up!» de Avicii                             |